# Christine van Stralen
Christine van Stralen, née le 23 février 1963 à Rotterdam, est une actrice néerlandaise.

## Filmographie

### Cinéma et téléfilms
- 1997 : Goede daden bij daglicht : Nancy
- 1999 : All stars: De serie : Polderwijf
- 2001 : Novellen: Shit Happens : Marie
- 2002 : De sluikrups : La bibliothécaire
- 2002 : Schiet mij maar lek (nl) : Femke
- 2002-2004 : Dunya en Desie (nl) : Monique Koppenol
- 2003 : Kees de jongen (nl) : La femme en cours d'exécution
- 2004 : Missie Warmoesstraat (nl) : Vera van Zutphen
- 2004 : Nasi : La mère de Carla
- 2004 : Floris : La vendeuse de rouleaux de saucisses
- 2005 : 'Le Cheval de Saint Nicolas : La dame de la librairie
- 2006 : Van Speijk : Ans Verhoef
- 2006-2008 : Spoorloos verdwenen : Rossi Goedhart
- 2007 : Eigen Wereld (nl) : La docteur
- 2008 : Dunya and Desi (en) de Dana Nechushtan : Monique Koppenol : Loes[2]
- 2008 : Taxi 656 : Els
- 2009 : Verborgen verhalen (nl) : Sonja
- 2010 : Kattenkwaad (nl) : Lady
- 2010 : De Bende van Sjako : Miss de Mayerinck
- 2011 : People in White de Tellervo Kalleinen et Oliver Kochta-Kalleinen : Loes[3]
- 2011 : And Then One Day de Heddy Honigmann : Elske[4]
- 2011 : Hoe overleef ik? (nl) : La pharmacienne
- 2011 : Het Trappenhuis : La voisine effrayante
- 2011 : Seinpost Den Haag (nl) : Emmy van Dam
- 2012 : Golden Girls : Janine
- 2012 : At Your School : Chantyn
- 2013 : Mama's as : Annette Kriele
- 2014 : Toen was geluk heel gewoon (nl) : Yogavrouw Saar
- 2014-2017 : Celblok H (nl) : Elizabeth Lies van Gemert
- 2015 : 'Flikken Maastricht : Petra van Lint
- 2015 : Popoz (nl) : Gigi
- 2015 : Het mooiste wat er is : Kolenka
- 2016 : Eigen de Malu Janssen : La participante à la retraite[5]
- 2016 : Hoe het zo kwam dat de Ramenlapper Hoogtevrees Kreeg: Jenny
- 2016 : Mouna's keuken (nl) : Patty Donders
- 2017 : Flikken Rotterdam (nl) : Elly Spoelstra
- 2017-2018 : Papadag (nl) : Thea
- 2017-2019 : Spangas : Hester Augustijn
- 2018 : Zwaar Verliefd! (nl) : La Caissière numéro 1
- 2018 : De Spa : La cliente
- 2018 : Wij (nl) : La mère Ruth
- 2019 : Ninja Nanny (nl) : L'officier de police